# Tom & Jerry Kids
Tom & Jerry Kids (nella prima stagione intitolata anche Tom & Jerry Kids Show) è una serie televisiva d'animazione prodotta da Hanna-Barbera e Turner Entertainment con protagonisti il gatto e il topo della serie di cortometraggi Tom & Jerry, raffigurati come cuccioli. Fu trasmessa negli Stati Uniti come primo programma del blocco di programmazione per bambini della Fox, Fox Kids, dall'8 settembre 1990 al 4 dicembre 1993 (per 65 episodi divisi in quattro stagioni).
È la terza serie televisiva su Tom e Jerry e la seconda prodotta dalla Hanna-Barbera, i cui fondatori William Hanna e Joseph Barbera avevano creato i personaggi cinquant'anni prima. Fu la prima serie di Tom e Jerry prodotta dalla Turner Entertainment, che aveva acquistato il franchise dalla Metro-Goldwyn-Mayer nel 1986. La società madre Turner Broadcasting System avrebbe poi acquistato anche la Hanna-Barbera alla fine del 1991.

## Descrizione
Ogni episodio della serie è diviso in tre segmenti da 7 minuti l'uno, con diversi personaggi protagonisti. La maggior parte degli episodi delle prime due stagioni è composta, come la precedente serie Tom & Jerry Comedy Show, di due segmenti con protagonisti Tom il gatto e Jerry il topo intervallati da uno con protagonisti altri personaggi, solitamente Droopy e suo figlio Dripple ma in alcuni casi Spike e Tyke. Dalla terza stagione la composizione degli episodi è più variegata, ed è possibile trovare dei segmenti con protagonisti personaggi secondari della serie e, in due casi, Blast-Off Buzzard e Crazylegs della serie del 1977 Gli orsi radioamatori, nell'edizione italiana chiamati Avvoltoio Parti-a-razzo e Gambematte (in questa serie però i personaggi parlano).
I segmenti con Tom e Jerry si basano sui cortometraggi classici, ma i due personaggi sono raffigurati come cuccioli. A differenza della precedente serie della Hanna-Barbera The Tom & Jerry Show, Tom e Jerry sono generalmente nemici e sono spesso protagonisti di inseguimenti slapstick, tanto che alcune trame e gag sono riciclate dai cortometraggi, ma rispetto a questi ultimi la violenza viene comunque attenuata.
I segmenti con Droopy e Dripple si basano sui cortometraggi di Tex Avery. Droopy ha un lavoro diverso in ogni episodio e suo figlio Dripple lo segue sempre come suo assistente. I due di solito finiscono per scontrarsi con il malvagio Lupo, qui chiamato McWolf, che, invidioso del loro successo, usa qualsiasi colpo basso contro di loro per vincere, ma inevitabilmente fallisce. La bellissima Miss Vavoom, basata sulla Red dei cortometraggi, è un'altra possibile fonte di conflitto tra i due, poiché entrambi hanno una cotta per lei, e la ragazza (o un suo bacio) è spesso il premio di una sorta di competizione. Alcuni segmenti, che vedono Droopy come un detective, hanno ricevuto uno spin-off intitolato Droopy: Master Detective.
I segmenti con Spike e Tyke (che appaiono anche in quelli con Tom e Jerry) si basano sulle apparizioni dei due personaggi in Tom & Jerry e nei due corti della loro serie. Spike ama suo figlio Tyke più di ogni altra cosa e si diverte a passare del tempo con lui. Inoltre, Tyke ora ha la capacità di parlare, il che significa che è più intelligente. La durezza di Spike viene usata solo in alcune occasioni, poiché questi segmenti ruotano principalmente attorno al suo amore per suo figlio e all'insegnamento dei valori della famiglia.

## Personaggi e doppiatori
| Personaggio       | Doppiatore originale | Doppiatore italiano                                                                                                 |
| ----------------- | -------------------- | --- |
| Tom               | Frank Welker         | - |
| Jerry             | Frank Welker         | - |
| Droopy            | Don Messick          | Gino Pagnani (st. 1) Goffredo Matassi (st. 2-4)                                                                     |
| Dripple           | Charlie Adler        | Rodolfo Bianchi (st. 1) Sergio Luzi (st. 2-4)                                                                       |
| McWolf            | Frank Welker         | Angelo Nicotra (st. 1) Elio Marconato (st. 2-4)                                                                     |
| Miss Vavoom       | Teresa Ganzel        | Isabella Guida (ep. 1x05-1x07) Francesca Fiorentini (ep. 1x09) Susanna Fassetta (ep. 1x10-11) Monica Ward (st. 2-4) |
| Spike             | Dick Gautier         | Stefano Mondini (st. 1) Giorgio Locuratolo (ep. 1x06) Toni Orlandi (st. 2-4)                                        |
| Tyke              | Patric Zimmerman     | Antonella Baldini (st. 1) Laura Latini (ep. 1x06) Monica Ward (st. 2-4)                                             |
| Kyle              | Pat Fraley           | Mino Caprio (ep. 1x04) Gino Pagnani (ep. 1x08) Claudio Trionfi (st. 2-4)                                            |
| Clyde             | Brian Cummings       | Mino Caprio (st. 1)                                                                                                 |
| Gattabuia Cal     | Phil Hartman         | Stefano Mondini (st. 1) Massimo Milazzo (st. 2-4)                                                                   |
| Posapiano Antonio | William Callaway     | Pierluigi Astore |
| Topo Selvaggio    | Frank Welker         | - |
| Bernie            | David Lander         | Claudio Trionfi (ep. 2x10) Monica Ward (st. 3-4)                                                                    |

## Episodi

### Prima stagione
| nº | Titolo originale                          | Titolo italiano                        | Prima TV USA      |
| -- | ----------------------------------------- | -------------------------------------- | ----------------- |
| 1  | Flippin' Fido                             | Un cane volante                        | 8 settembre 1990  |
| 1  | Dakota Droopy & the Lost Dutch Boy Mine   | Dakota Droopy e la miniera abbandonata | 8 settembre 1990  |
| 1  | Dog Daze Afternoon                        | Un meraviglioso pomeriggio da cani     | 8 settembre 1990  |
| 2  | Toys Will Be Toys                         | Nel mondo dei giocattoli               | 15 settembre 1990 |
| 2  | Droopy Delivers                           | In pizzeria da Droopy                  | 15 settembre 1990 |
| 2  | My Pal                                    | Amico mio                              | 15 settembre 1990 |
| 3  | Prehistoric Pals                          | Amici preistorici                      | 22 settembre 1990 |
| 3  | Super Droop & Dripple Boy Meet the Yolker | Super Droopy Dripple Boy               | 22 settembre 1990 |
| 3  | Marvelous Marvin                          | Meraviglioso Marvin                    | 22 settembre 1990 |
| 4  | Bat Mouse                                 | Bat Mouse                              | 29 settembre 1990 |
| 4  | Puss 'n Pups                              | Micetti e cagnolini                    | 29 settembre 1990 |
| 4  | Outer Space Rover                         | Un vagabondo nello spazio              | 29 settembre 1990 |
| 5  | The Vermin                                | Scuola di rock                         | 6 ottobre 1990    |
| 5  | Aerobic Droopy                            | Scuola di aerobica                     | 6 ottobre 1990    |
| 5  | Mouse Scouts                              | Topolini scout                         | 6 ottobre 1990    |
| 6  | Sugar Belle Loves Tom, Sometimes          | Fatti l'una per l'altra                | 13 ottobre 1990   |
| 6  | Super Duper Spike                         | Spike: un papà quasi perfetto          | 13 ottobre 1990   |
| 6  | Mall Mouse                                | Super Topo al supermarket              | 13 ottobre 1990   |
| 7  | Cosmic Chaos                              | Confusione cosmica                     | 20 ottobre 1990   |
| 7  | Droopy of the Opera                       | Droopy al teatro dell'Opera            | 20 ottobre 1990   |
| 7  | Beach Bummers                             | I fannulloni                           | 20 ottobre 1990   |
| 8  | Gator, Baiter                             | L'alligatore                           | 27 ottobre 1990   |
| 8  | Hoodwinked Cat                            | Un gatto ingordo                       | 27 ottobre 1990   |
| 8  | Medieval Mouse                            | Il topo medievale                      | 27 ottobre 1990   |
| 9  | Clyde to the Rescue                       | Clyde                                  | 3 novembre 1990   |
| 9  | Droopio & Juliet                          | Droopy e Giulietta                     | 3 novembre 1990   |
| 9  | Maze Monster Zap Men                      | Il mostro del labirinto                | 3 novembre 1990   |
| 10 | Crash Condor                              | Condor lo schianto                     | 10 novembre 1990  |
| 10 | Yo Ho Ho... Bub                           | Agli ordini, comandante                | 10 novembre 1990  |
| 10 | Scrub-a-Dub Tom                           | Grandi pulizie per Tom                 | 10 novembre 1990  |
| 11 | No Biz Like a Snow Biz                    | Grandi manovre sulla nave              | 17 novembre 1990  |
| 11 | The Maltese Poodle                        | Il barboncino maltese                  | 17 novembre 1990  |
| 11 | Cast Away Tom                             | Tom il naufrago                        | 17 novembre 1990  |
| 12 | The Little Urfulls                        | I piccoli extraterrestri               | 24 novembre 1990  |
| 12 | Droopo: First Bloodhound                  | Droopy il cacciatore di taglie         | 24 novembre 1990  |
| 12 | Indy Mouse 500                            | La grande corsa                        | 24 novembre 1990  |
| 13 | Exterminator Cometh                       | Lo sterminatore di topi                | 1º dicembre 1990  |
| 13 | Foreign Legion Frenzy                     | La legione straniera                   | 1º dicembre 1990  |
| 13 | Urfo Returns                              | Il ritorno degli UFO                   | 1º dicembre 1990  |

### Seconda stagione
| nº | Titolo originale                  | Titolo italiano              | Prima TV USA      | Prima TV Italia   |
| -- | --------------------------------- | ---------------------------- | ----------------- | ----------------- |
| 1  | Circus Antics                     | Chiamami con un fischio      | 14 settembre 1991 | 14 settembre 1995 |
| 1  | Trés Sheik Poodles                | I tre pretendenti            | 14 settembre 1991 | 14 settembre 1995 |
| 1  | Head Banger Buddy                 | Doppia identità              | 14 settembre 1991 | 14 settembre 1995 |
| 2  | Pump 'Em Up Pals                  | Il gatto aerobico            | 21 settembre 1991 |                   |
| 2  | Droopyland                        | Droopyland                   | 21 settembre 1991 |                   |
| 2  | The Exterminator Cometh... Again  | Gattabuia Cal                | 21 settembre 1991 |                   |
| 3  | Jerry's Mother                    | La madre di Jerry            | 28 settembre 1991 |                   |
| 3  | Stage Fright                      | Lolly Vavoom                 | 28 settembre 1991 |                   |
| 3  | Tom's Terror                      | La strega                    | 28 settembre 1991 |                   |
| 4  | Who Are You Kitten                | L'orfanello                  | 5 ottobre 1991    |                   |
| 4  | Broadway Droopy                   | Droopy a Broadway            | 5 ottobre 1991    |                   |
| 4  | Pussycat Pirate                   | Tom e il pirata              | 5 ottobre 1991    |                   |
| 5  | Father's Day                      | Corso di sopravvivenza       | 12 ottobre 1991   | 25 settembre 1995 |
| 5  | Scourge of the Sky                | Il pilota fantasma           | 12 ottobre 1991   | 25 settembre 1995 |
| 5  | Lightning Bolt the Super Squirrel | Superscoiattolo              | 12 ottobre 1991   | 25 settembre 1995 |
| 6  | Amademouse                        | Battaglia al pianoforte      | 19 ottobre 1991   | 27 settembre 1995 |
| 6  | Muscle Beach Droopy               | Il fusto della spiaggia      | 19 ottobre 1991   | 27 settembre 1995 |
| 6  | Perky the Fish Pinching Penguin   | Perky                        | 19 ottobre 1991   | 27 settembre 1995 |
| 7  | Slowpoke Antonio                  | Antonio Posapiano            | 26 ottobre 1991   | 29 settembre 1995 |
| 7  | Haunted Droopy                    | Eredi e fantasmi             | 26 ottobre 1991   | 29 settembre 1995 |
| 7  | Wild Mouse                        | Topo Selvaggio               | 26 ottobre 1991   | 29 settembre 1995 |
| 8  | Catch That Mouse                  | Prendete quel topo           | 2 novembre 1991   | 3 ottobre 1995    |
| 8  | Good Knight Droopy                | Il cavaliere                 | 2 novembre 1991   | 3 ottobre 1995    |
| 8  | Birthday Surprise                 | Sorpresa di compleanno       | 2 novembre 1991   | 3 ottobre 1995    |
| 9  | Cleocatra                         | L'ombra del deserto          | 9 novembre 1991   | 5 ottobre 1995    |
| 9  | McWolfenstein                     | MacLupenstein                | 9 novembre 1991   | 5 ottobre 1995    |
| 9  | Chase School                      | Scuola di inseguimento       | 9 novembre 1991   | 5 ottobre 1995    |
| 10 | Zorrito                           | Zorrito                      | 16 novembre 1991  | 21 novembre 1995  |
| 10 | Deep Sleep Droopy                 | Prova schiacciante           | 16 novembre 1991  | 21 novembre 1995  |
| 10 | Hard to Swallow                   | Una rondine non fa primavera | 16 novembre 1991  | 21 novembre 1995  |
| 11 | The Little Thinker                | Il piccolo inventore         | 23 novembre 1991  | 22 novembre 1995  |
| 11 | Rap Rat Is Where It's At          | Rap Rat                      | 23 novembre 1991  | 22 novembre 1995  |
| 11 | My Pet                            | Titan il terribile           | 23 novembre 1991  | 22 novembre 1995  |
| 12 | Calaboose Cal 495                 | Gara con sponsor             | 30 novembre 1991  | 23 novembre 1995  |
| 12 | Return of the Chubby Man          | Barboncina di giada          | 30 novembre 1991  | 23 novembre 1995  |
| 12 | Chumpy Chums                      | Amici incompatibili          | 30 novembre 1991  | 23 novembre 1995  |
| 13 | Jerry Hood and His Merry Meeces   | Jerry Hood                   | 7 dicembre 1991   | 12 ottobre 1995   |
| 13 | Eradicator Droopy                 | Non chiamarmi bamboccio      | 7 dicembre 1991   | 12 ottobre 1995   |
| 13 | Tyke on a Hike                    | Il leone di montagna         | 7 dicembre 1991   | 12 ottobre 1995   |

### Terza stagione
| nº | Titolo originale                                  | Titolo italiano                  | Prima TV USA      | Prima TV Italia   |
| -- | ------------------------------------------------- | -------------------------------- | ----------------- | ----------------- |
| 1  | The Planet Dogmania                               | Pizza incubo                     | 12 settembre 1992 | 15 settembre 1995 |
| 1  | McWolfula                                         | La giornata del vampiro          | 12 settembre 1992 | 15 settembre 1995 |
| 1  | Catawumpus Cat                                    | Gattapache                       | 12 settembre 1992 | 15 settembre 1995 |
| 2  | Pest in the West                                  | Il cugino Antonio                | 19 settembre 1992 |                   |
| 2  | Double 'O' Droopy                                 | Droopy Bond                      | 19 settembre 1992 |                   |
| 2  | Tom, the Babysitter                               | I baby sitter                    | 19 settembre 1992 |                   |
| 3  | Gas Blaster Puss                                  | Il topo-cicletta                 | 26 settembre 1992 |                   |
| 3  | Fear of Flying                                    | Paura di volare                  | 26 settembre 1992 |                   |
| 3  | Mess Hall Mouser                                  | In sala mensa                    | 26 settembre 1992 |                   |
| 4  | Toliver's Twist                                   | Due bravi ragazzi                | 27 settembre 1992 | 24 novembre 1995  |
| 4  | Boomer Beaver                                     | La nuova casa                    | 27 settembre 1992 | 24 novembre 1995  |
| 4  | Pony Express Droopy                               | La gara dei pony express         | 27 settembre 1992 | 24 novembre 1995  |
| 5  | Krazy Klaws                                       | La banda delle zampe pazze       | 3 ottobre 1992    | 26 settembre 1995 |
| 5  | Tyke on a Bike                                    | La bicicletta special            | 3 ottobre 1992    | 26 settembre 1995 |
| 5  | Tarmutt of the Apes                               | Droopy-Tarzan delle scimmie      | 3 ottobre 1992    | 26 settembre 1995 |
| 6  | Tom's Mermouse Mess-Up                            | La sirenetta                     | 4 ottobre 1992    | 28 settembre 1995 |
| 6  | Here's Sand in Your Face                          | Muscoli espressi                 | 4 ottobre 1992    | 28 settembre 1995 |
| 6  | Deep Space Droopy                                 | La collana di rubini             | 4 ottobre 1992    | 28 settembre 1995 |
| 7  | Termi-Maid                                        | Terminator colf                  | 10 ottobre 1992   | 2 ottobre 1995    |
| 7  | The Fish That Shoulda Got Away                    | La fortuna del pescatore         | 10 ottobre 1992   | 2 ottobre 1995    |
| 7  | Droopy's Rhino                                    | Il rinoceronte bianco            | 10 ottobre 1992   | 2 ottobre 1995    |
| 8  | The Break 'n' Entry Boyz                          | Gli scassinatori                 | 11 ottobre 1992   | 4 ottobre 1995    |
| 8  | Love Me, Love My Zebra                            | La zebra rubata                  | 11 ottobre 1992   | 4 ottobre 1995    |
| 8  | Dakota Droopy Returns                             | La principessa della jungla      | 11 ottobre 1992   | 4 ottobre 1995    |
| 9  | Doom Manor                                        | Il signore del destino           | 17 ottobre 1992   | 6 ottobre 1995    |
| 9  | Barbecue Bust-Up                                  | Ospite indesiderato              | 17 ottobre 1992   | 6 ottobre 1995    |
| 9  | The Fabulous Droopy & Dripple                     | Droopy club                      | 17 ottobre 1992   | 6 ottobre 1995    |
| 10 | S.O.S. Ninja                                      | S.O.S. Ninja                     | 18 ottobre 1992   | 9 ottobre 1995    |
| 10 | The Pink Powder Puff Racer                        | Piumino di cipria                | 18 ottobre 1992   | 9 ottobre 1995    |
| 10 | Car Wash Droopy                                   | Una lavata di testa              | 18 ottobre 1992   | 9 ottobre 1995    |
| 11 | Go-pher Help                                      | Partita a golf                   | 24 ottobre 1992   | 10 ottobre 1995   |
| 11 | Downhill Droopy                                   | Lezioni di sci                   | 24 ottobre 1992   | 10 ottobre 1995   |
| 11 | Down in the Dumps                                 | Il guardiano                     | 24 ottobre 1992   | 10 ottobre 1995   |
| 12 | Catastrophe Cat                                   | Catastrofegatt                   | 25 ottobre 1992   | 11 ottobre 1995   |
| 12 | Droopy and the Dragon                             | Il drago                         | 25 ottobre 1992   | 11 ottobre 1995   |
| 12 | Wildmouse II                                      | Per uno stufatino in più         | 25 ottobre 1992   | 11 ottobre 1995   |
| 13 | Tom's Double Trouble                              | Doppio guaio per Tom             | 31 ottobre 1992   | 13 ottobre 1995   |
| 13 | High Seas Hijinks                                 | Verso il nuovo mondo             | 31 ottobre 1992   | 13 ottobre 1995   |
| 13 | Just Rambling Along                               | Il grande rodeo                  | 31 ottobre 1992   | 13 ottobre 1995   |
| 14 | The Watchcat                                      | Il gatto da guardia              | 1º novembre 1992  | 16 ottobre 1995   |
| 14 | Go with the Floe                                  | Corsa al polo nord               | 1º novembre 1992  | 16 ottobre 1995   |
| 14 | Pooches in Peril                                  | Giubbe rosse                     | 1º novembre 1992  | 16 ottobre 1995   |
| 15 | Catch as Cat Can                                  | Battuta di caccia                | 7 novembre 1992   | 17 ottobre 1995   |
| 15 | I Dream of Cheezy                                 | Il genio in bottiglia            | 7 novembre 1992   | 17 ottobre 1995   |
| 15 | Fraidy Cat                                        | Tremarella                       | 7 novembre 1992   | 17 ottobre 1995   |
| 16 | Sing Along with Slowpoke                          | Provino in TV                    | 8 novembre 1992   | 18 ottobre 1995   |
| 16 | Dakota Droopy and the Great Train Robbery         | Assalto al treno                 | 8 novembre 1992   | 18 ottobre 1995   |
| 16 | Droopy Law                                        | Verdetto: "colpevole"            | 8 novembre 1992   | 18 ottobre 1995   |
| 17 | Stunt Cat                                         | La controfigura                  | 14 novembre 1992  | 19 ottobre 1995   |
| 17 | See No Evil                                       | L'inchiostro invisibile          | 14 novembre 1992  | 19 ottobre 1995   |
| 17 | This Is No Picnic                                 | Operazione picnic                | 14 novembre 1992  | 19 ottobre 1995   |
| 18 | Scrapheap Symphony                                | Orchestra scarti e rifiuti       | 15 novembre 1992  | 20 ottobre 1995   |
| 18 | Circus Cat                                        | Colpo di tromba                  | 15 novembre 1992  | 20 ottobre 1995   |
| 18 | Cajun Gumbo                                       | Il tesoro dell'Isola X           | 15 novembre 1992  | 20 ottobre 1995   |
| 19 | Hunter Pierre                                     | Pierre il cacciatore             | 21 novembre 1992  | 23 ottobre 1995   |
| 19 | Battered Up!                                      | Battuta proibita                 | 21 novembre 1992  | 23 ottobre 1995   |
| 19 | The Conquest of the Planet Irwin                  | Il pianeta Irwin                 | 21 novembre 1992  | 23 ottobre 1995   |
| 20 | Big Top Droopy                                    | Diavoli volanti                  | 22 novembre 1992  | 24 ottobre 1995   |
| 20 | Jerry and the Beanstalk                           | Fagioli a colazione              | 22 novembre 1992  | 24 ottobre 1995   |
| 20 | High Speed Hounds                                 | La maratona                      | 22 novembre 1992  | 24 ottobre 1995   |
| 21 | Penthouse Mouse                                   | Il primo inquilino               | 28 novembre 1992  | 25 ottobre 1995   |
| 21 | Twelve Angry Sheep                                | Sono colpevole                   | 28 novembre 1992  | 25 ottobre 1995   |
| 21 | The Ant Attack                                    | Buon compleanno Tom              | 28 novembre 1992  | 25 ottobre 1995   |
| 22 | Mouse with a Message                              | I portaordini                    | 29 novembre 1992  | 26 ottobre 1995   |
| 22 | It's the Mad, Mad, Mad, Mad, Dr. McWolf           | Soluzione di bellezza            | 29 novembre 1992  | 26 ottobre 1995   |
| 22 | Wild World of Bowling                             | Topo Selvaggio al bowling        | 29 novembre 1992  | 26 ottobre 1995   |
| 23 | Star Wrek                                         | Conquista nello spazio           | 5 dicembre 1992   | 27 ottobre 1995   |
| 23 | Droop and Deliver                                 | Bracchetti Express               | 5 dicembre 1992   | 27 ottobre 1995   |
| 23 | Swallow the Swallow                               | Aspirante pollo                  | 5 dicembre 1992   | 27 ottobre 1995   |
| 24 | Lightning Bolt - The Super Squirrel Strikes Again | Super Scoiattolo colpisce ancora | 6 dicembre 1992   | 30 ottobre 1995   |
| 24 | Surely You Joust                                  | Aspiranti cavalieri              | 6 dicembre 1992   | 30 ottobre 1995   |
| 24 | Rootin' Tootin' Slowpoke                          | Sfida all'O-Gatt Corral          | 6 dicembre 1992   | 30 ottobre 1995   |
| 25 | Firehouse Mouse                                   | Pompiere a vita                  | 12 dicembre 1992  | 31 ottobre 1995   |
| 25 | The Wrath of Dark Wolf                            | Il ritorno di Lupo Nero          | 12 dicembre 1992  | 31 ottobre 1995   |
| 25 | Pound Hound                                       | Cagnon l'implacabile             | 12 dicembre 1992  | 31 ottobre 1995   |
| 26 | The Ghost of Castle McLochjaw                     | Liberiamo il fantasma            | 13 dicembre 1992  | 1º novembre 1995  |
| 26 | A Thousand Clones                                 | Duplicoidi abusivi               | 13 dicembre 1992  | 1º novembre 1995  |
| 26 | Roughing It                                       | Toposcout                        | 13 dicembre 1992  | 1º novembre 1995  |

### Quarta stagione
| nº | Titolo originale                          | Titolo italiano                | Prima TV USA      | Prima TV Italia  |
| -- | ----------------------------------------- | ------------------------------ | ----------------- | ---------------- |
| 1  | As the Cheese Turns                       | Per un cacio d'amor            | 11 settembre 1993 | 2 novembre 1995  |
| 1  | McWerewolf of London                      | Mc. Licantropus                | 11 settembre 1993 | 2 novembre 1995  |
| 1  | Grab That Bird                            | Servizio in camera             | 11 settembre 1993 | 2 novembre 1995  |
| 2  | Cave Mouse                                | Una lezione di preistoria      | 18 settembre 1993 | 3 novembre 1995  |
| 2  | McWolfenstein Returns                     | Il ritorno di Mc. Lupenstein   | 18 settembre 1993 | 3 novembre 1995  |
| 2  | Destructive Construction                  | Lotta per la sopravvivenza     | 18 settembre 1993 | 3 novembre 1995  |
| 3  | Alien Mouse                               | Roditore alieno                | 25 settembre 1993 | 6 novembre 1995  |
| 3  | Droopy Man                                | Droopy Man e Drippleboy        | 25 settembre 1993 | 6 novembre 1995  |
| 3  | Abusement Park                            | Parco dei divertimenti         | 25 settembre 1993 | 6 novembre 1995  |
| 4  | Martian Mouse                             | Il vascello smarrito           | 2 ottobre 1993    | 7 novembre 1995  |
| 4  | Darkwolf Strikes Back                     | Lupo Nero colpisce ancora      | 2 ottobre 1993    | 7 novembre 1995  |
| 4  | Knockout Pig                              | Un pugile per amico            | 2 ottobre 1993    | 7 novembre 1995  |
| 5  | Musketeer Jr.                             | Topolino Pannolino             | 9 ottobre 1993    | 8 novembre 1995  |
| 5  | Galaxy Droopy                             | Pianeta personale              | 9 ottobre 1993    | 8 novembre 1995  |
| 5  | Return of the Ants                        | Formiche 3: la vendetta        | 9 ottobre 1993    | 8 novembre 1995  |
| 6  | Droopyman Returns                         | Eroi leggendari                | 16 ottobre 1993   | 9 novembre 1995  |
| 6  | Tom Thumped                               | Dono d'amore                   | 16 ottobre 1993   | 9 novembre 1995  |
| 6  | Droopnet                                  | Lacca per capelli rossi        | 16 ottobre 1993   | 9 novembre 1995  |
| 7  | Right-Brother Droopy                      | Il nome è Right                | 23 ottobre 1993   | 10 novembre 1995 |
| 7  | Cheap Skates                              | A pattini pari                 | 23 ottobre 1993   | 10 novembre 1995 |
| 7  | Hollywood Droopy                          | Droopy a Hollywood             | 23 ottobre 1993   | 10 novembre 1995 |
| 8  | Fallen Archers                            | La mela della discordia        | 30 ottobre 1993   | 13 novembre 1995 |
| 8  | When Knights Were Cold                    | Equinozio si dimette           | 30 ottobre 1993   | 13 novembre 1995 |
| 8  | The Mouth Is Quicker Than the Eye         | Buster Show                    | 30 ottobre 1993   | 13 novembre 1995 |
| 9  | Mutton for Punishment                     | Una pecora di troppo           | 6 novembre 1993   | 14 novembre 1995 |
| 9  | Cat Counselor Cal                         | Tecnologia antitopo            | 6 novembre 1993   | 14 novembre 1995 |
| 9  | Termite Terminator                        | Terminetor Cal                 | 6 novembre 1993   | 14 novembre 1995 |
| 10 | Bride of McWolfenstein                    | Geni di bracchetto             | 13 novembre 1993  | 15 novembre 1995 |
| 10 | Hillbilly Hootenanny                      | Parenti nocivi                 | 13 novembre 1993  | 15 novembre 1995 |
| 10 | El Smoocho                                | El Sbaciucchion                | 13 novembre 1993  | 15 novembre 1995 |
| 11 | Droopy Hockey                             | Sfida all'ultimo ghiaccio      | 20 novembre 1993  | 16 novembre 1995 |
| 11 | Hawkeye Tom                               | Una preda per due              | 20 novembre 1993  | 16 novembre 1995 |
| 11 | No Tom Like the Present                   | Ultima occasione               | 20 novembre 1993  | 16 novembre 1995 |
| 12 | Dirty Droopy                              | Callaghan Droopy il caso è tuo | 27 novembre 1993  | 17 novembre 1995 |
| 12 | Two Stepping Tom                          | Successo schiacciante          | 27 novembre 1993  | 17 novembre 1995 |
| 12 | Disc Temper                               | Lancia il fris-bee             | 27 novembre 1993  | 17 novembre 1995 |
| 13 | Order in Volleyball Court                 | Volleyball che passione        | 4 dicembre 1993   | 20 novembre 1995 |
| 13 | King Wildmouse – 10th Wonder of the World | L'ultima preda                 | 4 dicembre 1993   | 20 novembre 1995 |
| 13 | Space Chase                               | Amici nemici                   | 4 dicembre 1993   | 20 novembre 1995 |

## Distribuzione

### Edizione italiana
L'edizione italiana è stata trasmessa su Raidue dal 12 maggio 1991 al 24 novembre 1995. Il doppiaggio delle ultime tre stagioni è stato eseguito dalla C.R.C., sotto la direzione di Elio Marconato e con i dialoghi di Anna Grisoni.

### Home video
Nel 1991 furono distribuite in America del Nord dalla Turner Home Entertainment due VHS intitolate Out-of-This-World Fun e Super Duper Hijinx, contenenti in totale 12 episodi della prima stagione. In Italia furono invece distribuite dalla Panarecord quattro VHS contenenti ognuna due episodi della prima stagione: Un diavolo per capello (1991), A carnevale ogni scherzo vale (febbraio 1992), Giocare giocare (1993) e Una montagna di regali (febbraio 1993). Una quinta VHS di 30 minuti, La grande corsa, fu abbinata nel 1997 al Corriere della Sera, come sesta uscita della collana I grandi cartoni.
Il primo segmento della serie, "Il cane volante", fu incluso nel secondo disco della raccolta DVD-Video Tom & Jerry: Deluxe Anniversary Collection, distribuita dalla Warner Home Video in America del Nord il 22 giugno 2010 e in Italia l'8 dicembre. La prima stagione completa fu distribuita in due dischi DVD in America del Nord il 30 aprile 2013 e in Italia il 17 luglio.